# كلية المستقبل الجامعة
جامعة المستقبل هي جامعة  أهلية عراقية، تأسست سنة 2009 في محافظة بابل في العراق بموجب قرار مجلس الوزراء رقم 427 لسنة 2009، وحصلت على اعتراف وزارة التعليم العالي والبحث العلمي عام 2010 بموجب الكتاب العدد ج هـ 3989 في 31-8-2010، تم تحويلها إلى مستوى جامعة في 12-4-2023.

## التأسيس
أسست الجامعة  سنة 2010 بموجب قرار مجلس الوزراء 427 لسنة 2009 حيث قرر مجلس الوزراء بجلسته 45 الاعتيادية المنعقدة بتاريخ 2009/12/12 الموافقة على منح اجازة التأسيس لجامعة المستقبل في محافظة بابل بعد استيفائها المتطلبات الأساسية المنصوص عليها في المادة (6/البند أولاً) من قانون الكليات والجامعات الأهلية رقم 13 لسنة 1996 المعدل.

## رؤية الجامعة
تطمح بأن تصبح جامعة المستقبل رائدة في التعليم والتعلم محلياً ووطنياً في الاختصاصات الطبية والهندسية والقانونيّة والإدارية، والتميز في تقديم برامج أكاديمية على وفق المعايير الدولية للجودة والانفتاح على المجتمع والارتقاء بالبحوث العلمية، وتبني أفكار إبداعية تسهم في تطوير البني التحتية وتحسين الأداء الوظيفي والأكاديمي.

## أهداف الجامعة
- عداد وتأهيل طلبة خريجين لديهم الكفاءة والقدرة لمنافسة أقرانهم في سوق العمل.
- زيادة الطاقة الاستيعابية عن طريق دراسة الاحتياجات المتجددة في التخصصات العلمية والتقنية والإنسانية لتلبية سوق العمل ومتطلبات التنمية.
- استقطاب الكفاءات العلمية من أساتذة الجامعات وخاصة المتقاعدين.
- .تنمية رأس المال البشري وتطويره في ضوء برامج تدريبية تطويرية.
- تحسين القدرات التعليمية لأعضاء الهيئة التدريسية وخاصة حديثي التعيين.
- .استكمال متطلبات البنية التحتية للإرتقاء بمستوى الأداء الوظيفي والأكاديمي.
- استحداث منظومة متكاملة لقاعدة البيانات والمعلومات وتحديثها باستمرار.
- .بناء برامج تعليمية أكاديمية داعمة للإبداع والتجديد وتنسجم مع معايير الجودة.
- رفع كفاءة المنظومة الإدارية الجامعية في ضوء حسن استخدام تكنولوجيا المعلومات والاتصالات في مختلف مجالات العمل.
- لخدمة المجتمع وتطويره الإسهام في تقديم خدمات متميزة في المجالات البحثية والإستشارية والتدريبية تبادل الخبرات مع المؤسسات التعليمية والانفتاج على الجامعات الرصينة داخل العراق وخارجه.
- تفعيل وتغزيز دور الإرشاد والتوجيه التربوي والنفسي لدى طلبة الكلية.
- توثيق روابط الاتصال والتفاعل مع مؤسسات المجتمع.

## كليات الجامعة
1. كلية طب الأسنان
2. كلية الصيدلة
3. كلية العلوم و تحتوي على الأقسام التالية: 
  - قسم علوم الفيزياء الطبية
  - قسم علوم الحياة
  - قسم الذكاء الاصطناعي
  - قسم علوم الكيمياء الحياتية
  - قسم الانظمة الطبية الذكية
  - قسم الأمن السيبراني
  - قسم علوم التقانة الإحيائية الطبية
4. كلية التمريض
5. كلية القانون
6. كلية الهندسة و التقنيات الهندسية و تحتوي على الأقسام التالية:
  - قسم هندسة تقنيات ميكانيك القوى
  - قسم هندسة تقنيات البناء و الانشاءات
  - قسم هندسة الطبي الحياتي
  - قسم هندسة تقنيات الكهرباء
  - قسم هندسة تقنيات الوقود و الطاقة
  - قسم هندسة تقنيات الحاسوب
  - قسم الهندسة  الكيميائية و الصناعات النفطية
  - قسم هندسة تقنيات الأجهزة الطبية
  - قسم هندسة الأطراف و المساند الصناعية
  - قسم هندسة تقنيات الإتصالات
7. كلية التربية البدنية و علوم الرياضة
8. كلية التقنيات الصحية و الطبية و تحتوي على الأقسام التالية: 
  - قسم تقنيات المختبرات الطبية
  - قسم تقنيات الأشعة
  - قسم تقنيات صناعة الأسنان
  - قسم تقنيات التخدير
  - قسم تقنيات البصريات
  - قسم تقنيات صناعة الأسنان
9. كلية الاداب و العلوم الانسانية و تحتوي على الاقسام التالية:
  - قسم الآثار
  - قسم الإعلام
  - قسم اللغة الإنجليزية و ادابها
10. كلية العلوم الادارية و تحتوي على الاقسام التالية:
  - قسم إدارة الاعمال
  - قسم المحاسبة
11. كلية الفنون الجميلة و تحتوي على الأقسام التالية:
  - قسم التربية الفنية
  - قسم التصميم[4]

## وصلات خارجية
- الموقع الرسمي